# Успенская церковь (Смедерево)
Успенская церковь (Церковь Успения Пресвятой Богородицы на Старом смедеревском кладбище, серб. Црква Успења Пресвете Богородице на Старом смедеревском гробљу) — храм Браничевской епархии Сербской православной церкви в городе Смедерево, Подунайского округа Сербии. Памятник культуры Сербии большого значения.

## Описание
Сведения о строительстве храма и его ктиторе не сохранились, но на основании анализа стилистических архитектурных особенностей храм датируют первой половиной XV века, а фрески — концом XVI или началом XVII века.
Храм однокупольный, триконхальный, на плане вписанного креста. Принадлежит к моравскому архитектурному стилю. Алтарь и боковые апсиды, как и барабан купола, внешне являются пятигранными. Фасад построен из кирпича и камня, с использованием сполий. В куполе изображены Христос Пантократор, Небесная литургия и ветхозаветные пророки. На верхней части стен нарисованы сцены из жизни Христа и Страсти Христовы, а под ними — лики святых. В нартексе размещены иллюстрации к псалмам 148 и 149. Над западным входом было не изображение Успения Пресвятой Богородицы, а иная сцена, которую невозможно идентифицировать по причине плохой сохранности. Этот факт может свидетельствовать о смене посвящения храма.
В начале XIX века в церкви был установлен новый иконостас, иконы для которого написал Никола Апостолович в 1808, а апостольный ряд, медальоны  и Распятие для него подарил купец Кузман Марич в 1827 году. В 2010 году этот иконостас был заменён на низкую алтарную преграду.
Архитектурно-консерваторские работы проведены в 1960-х; консервация фресок и икон, а также археологические исследования завершены в 1982 году.